# Fundong
Fundong est une ville (Fundong Council) du Cameroun située dans la région du Nord-Ouest et chef-lieu du département du Boyo. C'est aussi le siège d'une chefferie traditionnelle de 2e degré.

## Population
Lors du recensement de 2005, la commune comptait 45 831 habitants, dont 7 624 pour Fundong Town.

## Structure administrative de la commune
Outre la ville de Fundong proprement dite, la commune comprend les villages suivants :
- Aboh ;
- Abuh ;
- Achain ;
- Aduk ;
- Ajung ;
- Akeh ;
- Alim ;
- Atoini ;
- Baiso ;
- Bojui ;
- Bolem ;
- Fujua ;
- Ilung ;
- Laikom ;
- Mbam ;
- Mbengkas ;
- Mbissi ;
- Mboh ;
- Mbongkisu ;
- Meli ;
- Mentang ;
- Ngvinabum-Achangne ;
- Ngwah ;
- Ngwainkuma.